# Tournoi de tennis de Slovénie
Le tournoi de Slovénie est un tournoi de tennis féminin du circuit professionnel WTA et masculin du circuit Challenger.
Il fut organisé chaque année à Portorož sur dur et en extérieur entre 2005 et 2010 pour l'édition féminine, et entre 2013 et 2019 pour l'édition masculine. 
Après une pause de 10 ans, l'édition féminine reprend en 2021.

## Palmarès dames

### Simple
| No | Date       | Nom et lieu du tournoi                  | Catégorie      | Dotation       | Surface        | Vainqueure            | Finaliste           | Score           |                |
| -- | ---------- | --------------------------------------- | -------------- | -------------- | -------------- | --------------------- | ------------------- | --------------- | -------------- |
| 1  | 19-09-2005 | Banka Koper Slovenia Open, Portorož     | Tier IV        | 140 000 $      | Dur (ext.)     | Klára Koukalová       | Katarina Srebotnik  | 6-2, 4-6, 6-3   | Tableau        |
| 2  | 18-09-2006 | Banka Koper Slovenia Open, Portorož     | Tier IV        | 145 000 $      | Dur (ext.)     | Tamira Paszek         | Maria Elena Camerin | 7-5, 6-1        | Tableau        |
| 3  | 17-09-2007 | Banka Koper Slovenia Open, Portorož     | Tier IV        | 145 000 $      | Dur (ext.)     | Tatiana Golovin       | Katarina Srebotnik  | 2-6, 6-4, 6-4   | Tableau        |
| 4  | 21-07-2008 | Banka Koper Slovenia Open, Portorož     | Tier IV        | 145 000 $      | Dur (ext.)     | Sara Errani           | Anabel Medina       | 6-3, 6-3        | Tableau        |
| 5  | 20-07-2009 | Banka Koper Slovenia Open, Portorož     | Intern'l       | 220 000 $      | Dur (ext.)     | Dinara Safina         | Sara Errani         | 6-75, 6-1, 7-5  | Tableau        |
| 6  | 19-07-2010 | Banka Koper Slovenia Open, Portorož     | Intern'l       | 220 000 $      | Dur (ext.)     | Anna Chakvetadze      | Johanna Larsson     | 6-1, 6-2        | Tableau        |
|    | 2011-2020  | Pas de tournoi                          | Pas de tournoi | Pas de tournoi | Pas de tournoi | Pas de tournoi        | Pas de tournoi      | Pas de tournoi  | Pas de tournoi |
| 7  | 13-09-2021 | Zavarovalnica Sava Portorož, Portorož   | WTA 250        | 235 238 $      | Dur (ext.)     | Jasmine Paolini       | Alison Riske        | 7-64, 6-2       | Tableau        |
| 8  | 12-09-2022 | Zavarovalnica Sava Portorož, Portorož   | WTA 250        | 251 750 $      | Dur (ext.)     | Kateřina Siniaková    | Elena Rybakina      | 64-7, 7-65, 6-4 | Tableau        |
| 9  | 11-09-2023 | Zavarovalnica Sava Ljubljana, Ljubljana | WTA 125        | 115 000 $      | Terre (ext.)   | Marina Bassols Ribera | Zeynep Sönmez       | 6-0, 7-62       | Tableau        |
| 10 | 09-09-2024 | Zavarovalnica Sava Ljubljana, Ljubljana | WTA 125        | 115 000 $      | Terre (ext.)   | Jil Teichmann         | Nuria Párrizas Díaz | 7-68, 6-4       | Tableau        |

### Double
| No | Date       | Nom et lieu du tournoi                 | Catégorie      | Dotation       | Surface        | Vainqueures                          | Finalistes                         | Score             |                |
| -- | ---------- | -------------------------------------- | -------------- | -------------- | -------------- | ------------------------------------ | ---------------------------------- | ----------------- | -------------- |
| 1  | 19-09-2005 | Banka Koper Slovenia Open Portorož     | Tier IV        | 140 000 $      | Dur (ext.)     | Anabel Medina Roberta Vinci          | Jelena Kostanić Katarina Srebotnik | 6-4, 5-7, 6-2     | Tableau        |
| 2  | 18-09-2006 | Banka Koper Slovenia Open Portorož     | Tier IV        | 145 000 $      | Dur (ext.)     | Lucie Hradecká Renata Voráčová       | Eva Birnerová Émilie Loit          | Forfait           | Tableau        |
| 3  | 17-09-2007 | Banka Koper Slovenia Open Portorož     | Tier IV        | 145 000 $      | Dur (ext.)     | Lucie Hradecká Renata Voráčová       | Andreja Klepač Elena Likhovtseva   | 5-7, 6-4, [10-7]  | Tableau        |
| 4  | 21-07-2008 | Banka Koper Slovenia Open Portorož     | Tier IV        | 145 000 $      | Dur (ext.)     | Anabel Medina Virginia Ruano Pascual | Vera Dushevina Ekaterina Makarova  | 6-4, 6-1          | Tableau        |
| 5  | 20-07-2009 | Banka Koper Slovenia Open Portorož     | Intern'l       | 220 000 $      | Dur (ext.)     | Julia Görges Vladimíra Uhlířová      | Camille Pin Klára Zakopalová       | 6-4, 6-2          | Tableau        |
| 6  | 19-07-2010 | Banka Koper Slovenia Open Portorož     | Intern'l       | 220 000 $      | Dur (ext.)     | Maria Kondratieva Vladimíra Uhlířová | Anna Chakvetadze Marina Erakovic   | 6-4, 2-6, [10-7]  | Tableau        |
|    | 2011-2020  | Pas de tournoi                         | Pas de tournoi | Pas de tournoi | Pas de tournoi | Pas de tournoi                       | Pas de tournoi                     | Pas de tournoi    | Pas de tournoi |
| 7  | 13-09-2021 | Zavarovalnica Sava Portorož Portorož   | WTA 250        | 235 238 $      | Dur (ext.)     | Anna Kalinskaya Tereza Mihalíková    | Aleksandra Krunić Lesley Kerkhove  | 4-6, 6-2, [12-10] | Tableau        |
| 8  | 12-09-2022 | Zavarovalnica Sava Portorož Portorož   | WTA 250        | 251 750 $      | Dur (ext.)     | Marta Kostyuk Tereza Martincová      | Cristina Bucșa Tereza Mihalíková   | 6-4, 6-0          | Tableau        |
| 9  | 11-09-2023 | Zavarovalnica Sava Ljubljana Ljubljana | WTA 125        | 115 000 $      | Terre (ext.)   | Amina Anshba Quinn Gleason           | Freya Christie Yuliana Lizarazo    | 6-3, 6-4          | Tableau        |
| 10 | 09-09-2024 | Zavarovalnica Sava Ljubljana Ljubljana | WTA 125        | 115 000 $      | Terre (ext.)   | Nuria Brancaccio Leyre Romero Gormaz | Lina Gjorcheska Jil Teichmann      | 5-7, 7-5, [10-7]  | Tableau        |

## Palmarès messieurs

### Simple
| No | Date       | Nom et lieu du tournoi                     | Catégorie  | Dotation | Surface    | Vainqueur          | Finaliste         | Score           |  |
| -- | ---------- | ------------------------------------------ | ---------- | -------- | ---------- | ------------------ | ----------------- | --------------- |  |
| 1  | 01-07-2013 | Tilia Slovenia Open, Portorož              | Challenger | 30 000 € | Dur (ext.) | Grega Žemlja       | Martin Fischer    | 6-4, 7-5        |  |
| 2  | 07-07-2014 | Tilia Slovenia Open, Portorož              | Challenger | 42 500 € | Dur (ext.) | Blaž Kavčič        | Gilles Müller     | 7-5, 64-7, 6-1  |  |
| 3  | 10-08-2015 | Tilia Slovenia Open, Portorož              | Challenger | 42 500 € | Dur (ext.) | Luca Vanni         | Grega Žemlja      | 6-3, 7-66       |  |
| 4  | 08-08-2016 | Tilia Slovenia Open, Portorož              | Challenger | 42 500 € | Dur (ext.) | Florian Mayer      | Daniil Medvedev   | 6-1, 6-2        |  |
| 5  | 07-08-2017 | Zavarovalnica Sava Slovenia Open, Portorož | Challenger | 43 000 € | Dur (ext.) | Serhiy Stakhovsky  | Matteo Berrettini | 64-7, 7-66, 6-3 |  |
| 6  | 06-08-2018 | Zavarovalnica Sava Slovenia Open, Portorož | Challenger | 64 000 € | Dur (ext.) | Constant Lestienne | Andrea Arnaboldi  | 6-2, 6-1        |  |
| 7  | 12-08-2019 | Zavarovalnica Sava Slovenia Open, Portorož | Challenger | 46 600 € | Dur (ext.) | Aljaž Bedene       | Viktor Durasovic  | 7-5, 6-3        |  |

### Double
| No | Date       | Nom et lieu du tournoi                     | Catégorie  | Dotation | Surface    | Vainqueurs                                | Finalistes                             | Score              |  |
| -- | ---------- | ------------------------------------------ | ---------- | -------- | ---------- | ----------------------------------------- | -------------------------------------- | ------------------ |  |
| 1  | 01-07-2013 | Tilia Slovenia Open, Portorož              | Challenger | 30 000 € | Dur (ext.) | Marin Draganja Mate Pavić                 | Aljaž Bedene Blaž Rola                 | 6-3, 1-6, [10-5]   |  |
| 2  | 07-07-2014 | Tilia Slovenia Open, Portorož              | Challenger | 42 500 € | Dur (ext.) | Sergey Betov Alexander Bury               | Ilija Bozoljac Flavio Cipolla          | 6-0, 6-3           |  |
| 3  | 10-08-2015 | Tilia Slovenia Open, Portorož              | Challenger | 42 500 € | Dur (ext.) | Fabrice Martin Purav Raja                 | Alexander Bury Andreas Siljeström      | 7-65, 4-6, [18-16] |  |
| 4  | 08-08-2016 | Tilia Slovenia Open, Portorož              | Challenger | 42 500 € | Dur (ext.) | Sergey Betov Ilya Ivashka                 | Tomislav Draganja Nino Serdarušić      | 1-6, 6-3, [10-4]   |  |
| 5  | 07-08-2017 | Zavarovalnica Sava Slovenia Open, Portorož | Challenger | 43 000 € | Dur (ext.) | Hans Podlipnik-Castillo Andrei Vasilevski | Lukáš Rosol Franko Škugor              | 6-3, 7-64          |  |
| 6  | 06-08-2018 | Zavarovalnica Sava Slovenia Open, Portorož | Challenger | 64 000 € | Dur (ext.) | Gerard Granollers Lukáš Rosol             | Nikola Čačić Lucas Miedler             | 7-5, 6-3           |  |
| 7  | 12-08-2019 | Zavarovalnica Sava Slovenia Open, Portorož | Challenger | 46 600 € | Dur (ext.) | Teymuraz Gabashvili Carlos Gómez-Herrera  | Lucas Miedler Tristan-Samuel Weissborn | 6-3, 6-2           |  |